# Трианонский договор
Триано́нский ми́рный догово́р был заключён между странами-победителями в Первой мировой войне и потерпевшей поражение Венгрией (как одной из стран — правопреемников Австро-Венгрии). Подписан 4 июня 1920 года в Большом Трианонском дворце Версаля. Вступил в силу 26 июля 1921 года.
Договор обязывал стороны признать новые международные границы между Венгрией и её соседями: Чехословакией, Румынией, Югославией и Австрией. В то же время Трианонский договор наложил на Венгрию обязательства по выплате репараций и ограничил её вооружённые силы. Но он также предоставил Венгрии торговые льготы (для торговли с Австрией и Чехословакией), гарантии по поставкам угля (из Чехословакии и Польши), гарантировал правовую защиту её собственности и граждан за рубежом. 
Мирное соглашение являлось составной частью Версальской системы послевоенного урегулирования, как и Версальский мирный договор, Сен-Жерменский договор, Нейиский договор и не вступивший в силу Севрский договор. Большинство положений Трианонского договора было изменено сторонами или устарело к концу межвоенного периода. Однако так называемые трианонные границы Венгрии были восстановлены Парижским мирным договором 1947 года.

## Предыстория заключения
Венгрия, как часть Австро-Венгерской империи, была вовлечена в Первую мировую войну с августа 1914 года. После того как её союзники — Болгария, а затем и Турция — подписали перемирие с Антантой, политическая элита Будапешта решила также закончить войну. 31 октября 1918 года будапештское правительство провозгласило независимость Венгрии от Австрии и немедленно начало мирные переговоры с союзниками. Несмотря на окончание военных действий, союзники по Антанте — соседи Венгрии — Чехословакия (которая только что объявила о своей независимости 28 октября 1918 года), Румыния и Югославия — подвергли Венгрию экономической блокаде. Они лишили Венгрию возможности импортировать продовольствие, топливо (уголь и бензин) и другие важные товары. Пытаясь смягчить экономический кризис, премьер-министр Венгрии Михай Каройи умолял Антанту снять блокаду и восстановить региональную торговлю. Первые мирные переговоры привели к заключению перемирия в Белграде 13 ноября 1918 года: Венгрия обязалась демобилизовать свою армию и предоставила союзникам право оккупировать юг (Воеводину и Хорватию) и восток Венгрии (южную Трансильванию) до подписания мирного договора. В декабре 1918 года Будапешт разрешил чехословацким войскам оккупировать и север Венгрии (Словакию). В обмен Будапешт надеялся возобновить внешнюю торговлю и поставки угля.
20 марта 1919 года Антанта направила Венгрии ультимативную ноту, в которой требовала признания Венгрией расширение румынской оккупации в Восточной Венгрии до реки Тиса. Каройи, понимая, что это означает утрату значительных территорий, подал в отставку с поста президента, передав власть (а, следовательно, и необходимость решения этой сложной проблемы) социал-демократам. Те, объединившись с коммунистами, образовали новое коалиционное правительство под формальным руководством Шандора Гарбаи (и фактическим — Белы Куна) и провозгласили 21 марта Венгерскую Советскую Республику.
Бела Кун пытался заключить мирное соглашение с Антантой и даже встречался в Будапеште с будущим премьером Южно-Африканского союза генералом Яном Смэтсом, однако Англия и Франция не отреагировали на эти переговоры. По большому счёту, Советская Венгрия не рассчитывала на смягчение условий стран-победителей, уповая на поддержку большевистской России и мировую социалистическую революцию. Державы Антанты же стремились усугубить положение Советской Венгрии, установив полную блокаду страны, а затем начали прямую военную интервенцию, вооружив и снабдив своими военными кадрами армии Румынии и Чехословакии. Венгерская Красная армия на первых порах держала оборону и даже перешла в контрнаступление, провозгласив Словацкую Советскую Республику в южной и восточной частях Словакии.
После того, как венгерскими «красными» была одержана победа над войсками Чехословакии, президент США Вудро Вильсон был вынужден направить правительству Венгрии приглашение в Париж на переговоры по установлению границ Венгрии. Правительство ВСР получило также ультиматум Клемансо, в котором французский премьер-министр требовал отозвать венгерскую Красную армию из Словакии и отвести её за новую демаркационную линию установленную 13 июня 1919, взамен обещая прекратить румынскую интервенцию.
Кун принял предложение и вывел свою армию за демаркационную линию. Бухарест, однако, проигнорировал приказ Антанты и продолжил наступление. В начале августа 1919 г. румынская армия вошла в Будапешт, и в Венгрии было установлено новое прорумынское правительство.
Однако Антанта заставила румын покинуть Будапешт в ноябре 1919 г. и организовала формирование нового венгерского коалиционного правительства. Новый кабинет был приглашён на Парижскую мирную конференцию. В январе 1920 он получил предложение союзников о заключении мирного договора. Договор предусматривал легализацию демаркационных линий от 13 июня 1919 в качестве новых границ и гарантировал прекращение блокады, восстановление свободной торговли между бывшими габсбургскими землями и ввоз угля в Венгрию.

## Переговоры в Версале и подписание договора
Пришедшие к власти на волне венгерские контрреволюционные и антикоммунистические «белые» во главе с контр-адмиралом Миклошем Хорти, принявшим титул регента в «монархии без монарха», были более приемлемы для держав Антанты, однако условия мирных переговоров выгоднее для Венгрии отнюдь не стали. Среди разработчиков мирного договора с Венгрией был известный чешский политик и дипломат Эдвард Бенеш, позднее президент Чехословакии, который настаивал на жёстких требованиях к официальному Будапешту, полагая, что в развязывании Первой мировой войны он повинен даже больше, чем Вена. А Франция была заинтересована в укреплении, в том числе посредством получения больших территорий, окружающих Венгрию государств для её сдерживания и предотвращения воссоздания монархии Габсбургов — это вылилось в создание антивенгерского альянса Чехословакии, Румынии и Югославии, известного как «Малая Антанта».
В Париж на переговоры венгерская делегация во главе с графом Альбертом Аппоньи, включавшая семь официальных уполномоченных (среди которых были Пал Телеки, Иштван Бетлен и Шандор Попович) прибыла 7 января 1920 года. 15 января 1920 года венгерским представителям был вручён проект мирного договора. Вопреки протестам венгерской делегации, державы Антанты соглашались лишь на мелкие уступки и второстепенные поправки. Так, в вопросе о численности вооружённых сил Венгрии они допустили лишь смягчение формулировок относительно количества жандармерии и полиции, причём только в случае, «если Контрольная комиссия… сочла бы, что оно недостаточно» (ст. 107) — эта же оговорка была сделана насчёт возможности производить вооружение более чем на одном заводе (ст. 115). Выражения «Венгерская республика» и «венгерское республиканское правительство» из первоначального проекта договора по требованию венгерской делегации заменили на «Венгрия» и «национальное венгерское правительство», поскольку 1 марта 1920 года в Венгрии была реставрирована монархия. Единственной поправкой по существу стало увеличение предельного размера венгерского военного флота на Дунае (ст. 120 и 122), и то незначительное. Не имея возможности добиться изменения основных условий мирного договора, делегация Аппоньи в конце марта 1920 года вернулась домой.
8 марта 1920 года Совет министров иностранных дел в Лондоне в последний раз обращался к обсуждению вопроса границ Венгрии: британский премьер-министр Дэвид Ллойд Джордж допускал ревизию предыдущих условий, однако французский дипломат Филипп Бертело решительно отверг возможность подобного пересмотра. Тем не менее, премьер-министр Франции Александр Мильеран, новый председатель Парижской мирной конференции, вручивший текст окончательных условий мирного договора венгерской делегации 6 мая 1920 года, сопроводил его приложением — собственным письмом, в котором утверждал, что положения договора касательно границ ещё могут быть пересмотрены в будущем. Это создало у венгерских дипломатов иллюзию «временного» характера Трианонского договора, побудив всё же подписать его, но также питало впоследствии венгерский ревизионизм и реваншизм. Руководитель парламентской фракции СФИО Леон Блюм утверждал, что ценой вопроса способствования Мильерана венгерским требованиям стала бы передача венгерских государственных железных дорог под контроль французского инвестиционного фонда.
Новая венгерская делегация хортистского правительства Шимоньи-Шемадама, возглавляемая министром труда Агоштом Бенардом и чрезвычайным послом и государственным секретарём Альфредом Драше-Лазаром, подписала Трианонский договор с представителями стран-победительниц 4 июня 1920 года в 16:32 по центральноевропейскому времени.
Трианонский мирный договор был ратифицирован парламентом 15 ноября 1920 года и вступил в силу после его ратификации «главными державами» 26 июля 1921 года. США, отказавшись ратифицировать Трианонский договор, 29 августа 1921 года подписали с Венгрией сепаратный договор, одобренный Сенатом США в октябре 1921 года.
Некоторые территориальные вопросы оставались не до конца урегулированными на протяжении 1920—1921 годов: так, в занятом сербскими войсками городе Печ художник Петар Добрович провозгласил Сербско-Венгерскую Республику Баранья-Байя социалистического толка, просуществовавшую чуть более недели.

## Условия договора
Трианонский мирный договор был составлен по образцу Сен-Жерменского мирного договора 1919 года с Австрией (некоторые разделы почти дословно совпадали). Он состоял из 14 частей, разбитых на 364 статьи, протокола и декларации. Части I и XIII Трианонского мирного договора, подобно аналогичным частям прочих Парижских договоров, содержали устав Лиги Наций (ч. I) и постановления касательно международного регулирования вопросов труда (ч. XIII).
Часть II договора (ст. 27-35) содержала описание границ Венгрии с соседними странами. Она юридически оформляла положение, фактически сложившееся в бассейне Дуная после войны. В результате была зафиксирована потеря Венгрией значительных территорий:
- Трансильвания и восточная часть Баната были присоединены к Румынии;
- Хорватия, Бачка и западная часть Баната вошли в состав Королевства Югославии;
- часть Мармароша, часть Угочи, часть Комарма, часть Нограда, часть Берега, Унг и Нитра (то есть Словакия и Подкарпатская Русь) вошли в состав Чехословакии;
- Бургенланд был передан Австрии. Однако официальное объединение Бургенланда с Австрией 28 августа 1921 года вызвало кризис: фактически занятие региона австрийской полицией и пограничниками было остановлено в тот же день венгерскими снайперами при военной поддержке Венгрии. С помощью итальянского дипломатического посредничества кризис был разрешён осенью 1921 года. С 14 по 16 декабря проходил референдум, на котором в части территорий Бургенланда с преобладающим венгерским населением, включая столицу Шопрон (Эденбург), большинство высказалось за присоединение к Венгрии.
- Венгрия также отказывалась от всяких прав на порт Фиуме.

Часть III договора (ст. 36-78) — политические положения, в которых Венгрия отказывалась «от всяких прав и правооснований… на территории бывшей австро-венгерской монархии», отошедшие к Италии, Югославии, Румынии, Чехословакии и Австрии, попутно признавая независимость новых стран — Югославии и Чехословакии. Венгерское правительство обязывалось предоставить всем жителям Венгрии «полную и совершенную защиту их жизни и свободы без различия происхождения, национальности, языка, расы или религии», уравнять всех венгерских граждан «перед законом и в пользовании гражданскими и политическими правами». Венгрия также обязывалась уважать «независимость всех территорий, входивших в состав бывшей Российской империи к 1 августа 1914 года», и признать отмену Брест-Литовского мирного договора 1918 года (ст. 72), а за (небольшевистской) Россией резервировалось право на получение с Венгрии реституций и репараций.
Часть IV договора (ст. 79-101), аналогичная соответствующей части Версальского договора, обязывала Венгрию отказаться «от всех каких-либо прав, правооснований или привилегий на все территории вне Европы, которые могли бы принадлежать бывшей австро-венгерской монархии или её союзникам».
Часть V договора — «Военные, морские и воздушные положения» (ст. 102—143) регламентировала предельную численность венгерской армии, включая офицеров и нестроевые части. Она ограничивалась 35 тысячами солдат, и должна была быть наёмной, без авиации, танков и тяжёлой артиллерии. Согласно ст. 118 запрещался «ввоз в Венгрию оружия, снаряжения и военного материала всякого рода». Венгерский флот упразднялся, поскольку страна лишалась выхода к морю; бывший австро-венгерский флот подлежал передаче союзникам или уничтожению (ст. 120—126).
Часть VI (ст. 144—156) о военнопленных и могилах погибших солдат и моряков, часть VII (ст. 157—160) о санкциях по отношению к военным преступникам, часть VIII (ст. 161—179) о репарациях, часть IX (ст. 180—199) о финансовых положениях и часть X (ст. 200—259) об экономических положениях совпадали с аналогичными частями договора с Австрией.
Часть XI (ст. 260—267) относилась к вопросам воздухоплавания. Как и в остальных послевоенных договорах, в ней была статья, предоставлявшая самолётам «союзных и объединившихся держав» полную свободу «полётов и спуска на территории Венгрии».
Часть XII (ст. 268—314) касалась портов, водного и железнодорожного сообщения, включая положения по Дунаю, в целом повторяя Сен-Жерменский договор.
Часть XIV (ст. 356—364) — «различные положения» — обязывала Венгрию признать различные договоры, заключённые «союзными и объединившимися державами».

## Последствия
Трианонский договор не только перекроил границы Венгрии, но и определил правила восстановления экономических отношений между Венгрией и зарубежными странами, в том числе ее соседями — союзниками по Антанте: Чехословакией, Румынией и Югославией. Мирный договор де-факто положил конец блокаде Венгрии союзниками и де-юре предписывал возобновить региональную торговлю и поставки угля в Венгрию из Чехословакии и Польши. Вместе с другими международными соглашениями, подписанными на Парижской мирной конференции, такими как Сен-Жерменский мирный договор 1919 года и Тешенское урегулирование июля 1920 года, он создал правовую основу для преодоления экономического хаоса в Центральной Европе, вызванного Первой мировой войной и усугубленного распадом австро-венгерского общего рынка в конце 1918 года.
Критическим элементом экономического паралича в Венгрии и других придунайских странах была нехватка угля, которая обострялась с 1914 года, но стала критической в 1918—1920 годах. В то время как добыча угля в Габсбургской монархии сокращалась после 1914 года, исчезновение имперского единства в конце 1918 года остановило распределение угля из силезских шахт в различные регионы-потребители, включая Венгрию.
Добыча угля в Венгрии упала с 10 миллионов тонн в 1913 году до 3 миллионов тонн в 1919 году, но самым сильным ударом стало прекращение импорта 5 миллионов тонн богатого силезского битуминозного угля. Прекращение импорта угля было вызвано главным образом блокадой Венгрии чехословацким правительством в конце 1918 года. Фактически чехи получили контроль над значительной частью силезских шахт, например в Тешене, и над транзитными железными дорогами из Силезии в Вену и Будапешт. В ноябре-декабре 1918 года Прага поставила возобновление поставок угля в Вену и Будапешт в зависимость от признания своих территориальных претензий на бывшие австрийские и венгерские территории.
Как вспоминал венгерский революционный лидер Вильмош Бём о венгерско-чешских переговорах по углю, «каждый вагон угля должен быть оплачен территориальными уступками». Несмотря на вывод венгерских войск с верхневенгерских территорий, на которые претендовала Прага (Словакия в декабре 1918 — январе 1919 года и Подкарпатская Русь в апреле-июле 1919 года), Чехословакия сохраняла блокаду экспорта угля в Венгрию вплоть до подписания Трианонского мирного договора в июне 1920 года.
Острая нехватка угля оказала серьезное влияние на экономику и инфраструктуру Венгрии. Промышленное производство и транспорт были серьезно затруднены. Нехватка угля привела к отчаянным дипломатическим усилиям правительства в Будапеште, чтобы обеспечить поставки угля и стабилизировать экономику. Острая потребность Венгрии в угле повлияла на её дипломатическую стратегию и заставила пойти на уступки. Венгрия также обратилась за помощью к Антанте, понимая, что сотрудничество с соседями и державами-победительницами было необходимо для восстановления экономики.
Чехословакия и державы Антанты стратегически использовали поставки угля как рычаг давления, чтобы заставить Венгрию пойти на территориальные и политические уступки. Проект мирного договора включал в себя пункты, которые предусматривали обязательство Чехословакии и Польши поставлять уголь в Венгрию в необходимых количествах, а также гарантировали, что два важных центра угледобычи Венгрии — окрестные города Печ и Шальготарьян — будут освобождены от оккупационных чешских и сербских войск и останутся в составе Венгрии. Великие державы понимали, что потребность Венгрии в угле и торговле с соседними странами, особенно с Чехословакией, заставит Будапешт смириться с тяжелыми территориальными потерями. После ратификации Трианонского договора венгерским парламентом в ноябре 1920 года Венгрия начала получать все больше угля через Чехословакию. В 1920-е годы Чехословакия стала важнейшим торговым партнером Венгрии.
Трианонский договор, в результате которого Венгрия лишилась 72 % территории и 64 % населения (в том числе 3 миллионов этнических венгров), выхода к морю и флота, 88 % лесных ресурсов, 83 % производства чугуна и 67 % банковско-кредитной системы, был воспринят в Словакии и Румынии как восстановление справедливости, а в самой Венгрии — как национальная трагедия. Популярность получили лозунги «Нет, нет, никогда!» (Nem, nem, soha!) и «Верните всё!» (Mindent vissza!).
Реваншизм и венгерский ирредентизм, стремление к воссозданию «Великой Венгрии» стали одними из основных черт хортистской Венгрии. По случаю заключения договора в стране был объявлен национальный траур, все официальные флаги приспущены вплоть до 1938 года. В школах ученики каждый день перед уроками читали молитву о воссоединении Родины. В разных местах страны были воздвигнуты «Трианонские памятники», оплакивающие расчленённую Венгрию. Ультраправые организации воздвигают такие монументы и в наше время, а 4 июня — день «Трианонского позора» — при правом правительстве Виктора Орбана, начиная с 2010 года, отмечается как мемориальный «День национального единства».
При активной поддержке нацистской Германии Трианонский договор был пересмотрен в 1938—1940 годах. Были приняты Венские арбитражи, по которым Венгрия вернула себе часть утраченных в 1920 году земель: по Первому Венскому арбитражу — юг Словакии и Закарпатской Украины (последнюю Венгрия окончательно завоевала в марте 1939 года), по Второму — север Трансильвании. В 1941 году в состав Венгрии вошла часть захваченной Германией Югославии (Бачка и Воеводина).
После Второй мировой войны Венские арбитражи были объявлены юридически ничтожными по Парижскому договору 1947 года, и Венгрия в настоящее время вновь существует в границах, определённых Трианонским договором, вдобавок ещё и утратив небольшую территорию к югу от Братиславы в пользу Чехословакии (с 1993 — Словакия). За их пределами остаются значительные национальные венгерские меньшинства (секеи в Румынии, см. Венгерская автономная область, венгры Словакии, Австрии, Воеводины, венгры на Украине — в основном в Закарпатье).
Вопрос соотечественников время от времени дискутируется в политике и 1990—2000-х годов — всерьёз или в популистских целях.